# Bujaki (obwód brzeski)
Bujaki (biał. Буякі; ros. Буяки) – wieś na Białorusi, w obwodzie brzeskim, w rejonie brzeskim, w sielsowiecie Telmy.

## Historia
Dawniej wieś i majątek ziemski. W dwudziestoleciu międzywojennym leżały w Polsce, w województwie poleskim, do 12 kwietnia 1928 w powiecie kobryńskim, w gminie Zbirohi, następnie w powiecie brzeskim, w gminie Kosicze.
Po II wojnie światowej w granicach Związku Sowieckiego. Od 1991 w niepodległej Białorusi.